# 美国 (长篇小说)
《美国》（Amerika），或称《失踪者》（The Man Who Disappeared和The Missing Person），是法蘭茲·卡夫卡所著、在德國出版的未完成长篇德語小说，1927年初版。

## 情节
卡尔·罗斯曼出身德国的一个富裕家庭，16岁时被女仆引诱生下一子，结果被父母放逐至美国。卡尔在纽约港码头认识了司炉，并为司炉受上司欺侮的事不平。这时自称卡尔舅舅的雅考伯出现，将其接至家中。他请人教卡尔钢琴，还让他与纨绔子弟马克练骑马。一次雅考伯与波隆德谈生意，后者喜欢卡尔，便引卡尔至自己别墅。在那儿他认识了克拉拉，在玩耍中克拉拉倒在卡尔怀中，莫名的大叫起来。卡尔迷惘中遇见老翁，后者称克拉拉是马克的未婚妻。卡尔弹了会钢琴后回到雅考伯家，却被宣布触犯家规，再次被逐。
卡尔在路上认识了爱尔兰人罗宾逊和法国人德拉马什。晚上卡尔给罗宾逊和德拉马什送啤酒，发现箱子和钱包被他们翻乱，便与他们分手。后来，卡尔被西方饭店雇佣开电梯，认识了打字员苔莱斯，苔莱斯向卡尔诉苦。罗宾逊找来饭店，要与卡尔同住，被拒。但卡尔为了替罗宾逊付饭钱擅离职守，被饭店老板开除。
卡尔租车来到纽约市郊，警察要求他出示证件。德拉马什掩护了卡尔，结果卡尔再次落入两个流氓手中。两人命令卡尔作仆人，卡尔不从，被多次殴打，逃跑也没能成功。这时来了个大学生，他虽然恨德拉马什，但劝卡尔继续待下去……